# オランダ文学

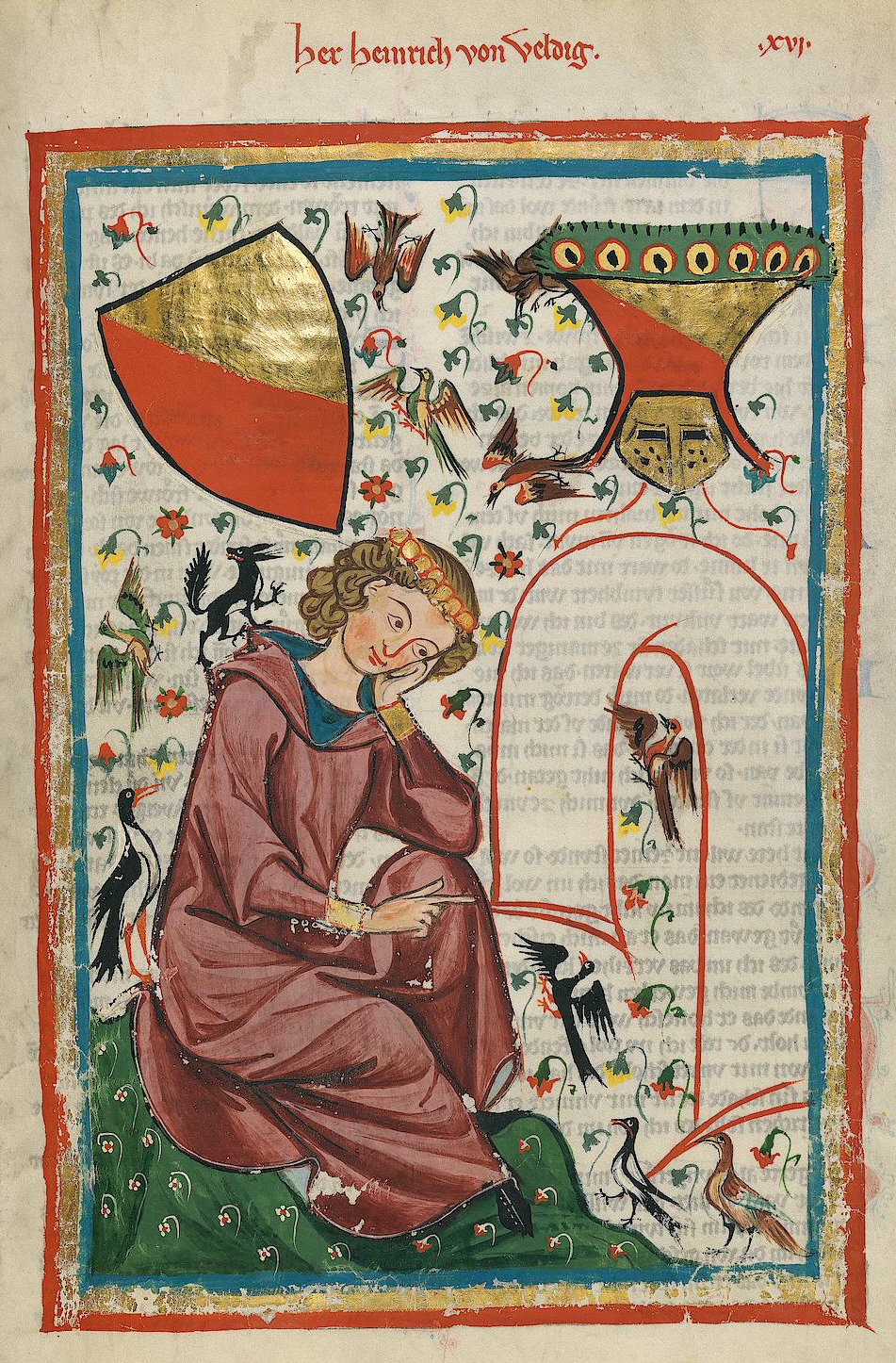
Codex Manesse Heinrich von Veldeke

オランダ文学（オランダぶんがく、Dutch-language literature）は、オランダ語による文学のこと。
オランダやベルギー（ネーデルラント）ではいずれもオランダ語が使用されていたが、オランダとベルギーが分離すると、ベルギーでの文学は「ベルギー文学」、オランダでの文学は「オランダ文学」となった。ベルギー文学とオランダ文学は、いずれもオランダ語を使用する文学であることから、どちらも「オランダ語文学」に含まれる。「オランダ文学」はいわば「オランダ語によるオランダでの文学」であり、「オランダ語文学」は「オランダ語による文学全般」になる。
ネーデルラントにおいて、オランダ語による文学は、中世の12世紀〜13世紀ごろに誕生したとされ、それ以降長い歴史を歩んできた。現地での黄金時代にあたる17世紀などには、文学も特に進歩した。

## オランダ文学による主な作品
- アンネの日記
- 狐物語群

## オランダの主な著作家

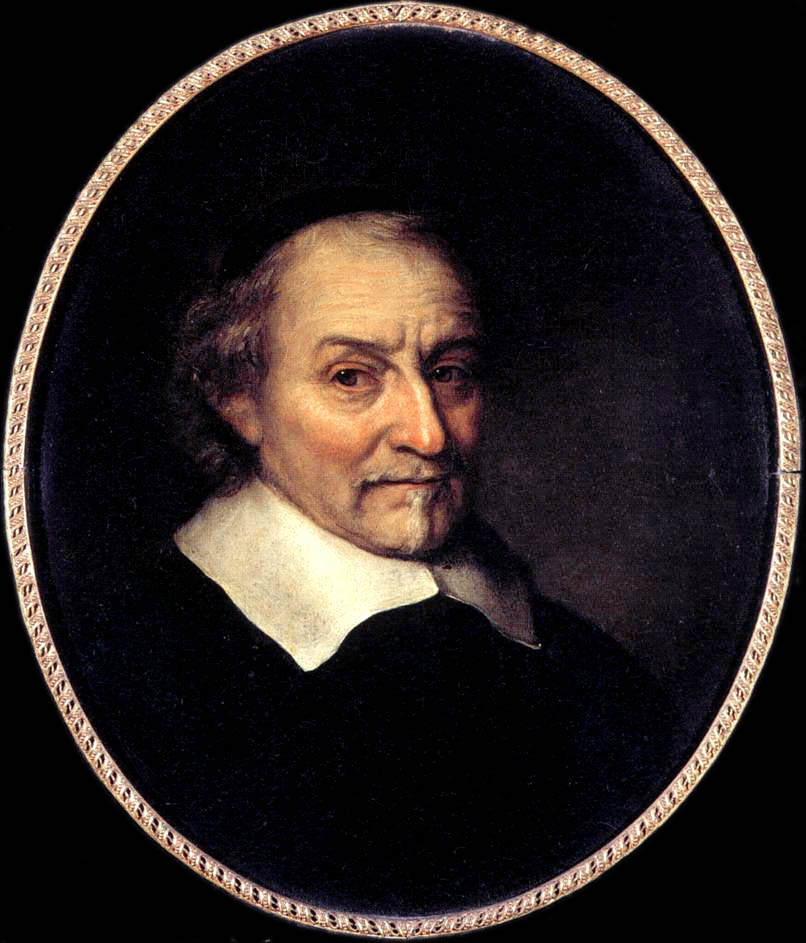
ヨースト・ファン・デン・フォンデル

- ヤコバス・ニコラース・ウェスタホーヴェン
- ヨナ・オバースキー
- フランソワ・カロン
- ルイ・クペールス
- ピーター・スピア
- イサーク・ティチング
- ヤン・デ・フリース (神話学者)
- イザベル・ド・シャリエール
- ヘンリ・ナウエン
- セース・ノーテボーム
- ヘラ・S・ハーセ
- ヘンドリック・ハメル
- 葉子・ハュス・綿貫
- パウル・ビーヘル
- アンナ・マリア・ファン・シュルマン
- ヨースト・ファン・デン・フォンデル
- ヘンドリック・ブラウエル
- アンネ・フランク
- アリージュ・プランス
- ディック・ブルーナ
- ヨハネス・ブルマン
- アルノルト・ホウブラーケン
- ヘンリーケ・ホールハイス
- ムルタトゥリ
- レオ・レオニ